# Josua Harrsch
Josua Harrsch alias Kocherthal (* 30. Juli 1669 in Fachsenfeld; † 24. Juni 1719 in New Town, jetzt Saugerties, Ulster County, New York) war ein deutsch-britischer evangelisch-lutherischer Pfarrer. Bedeutung erlangte er im Umfeld der ersten deutschen Massenauswanderung nach Nordamerika.

## Leben und Wirken

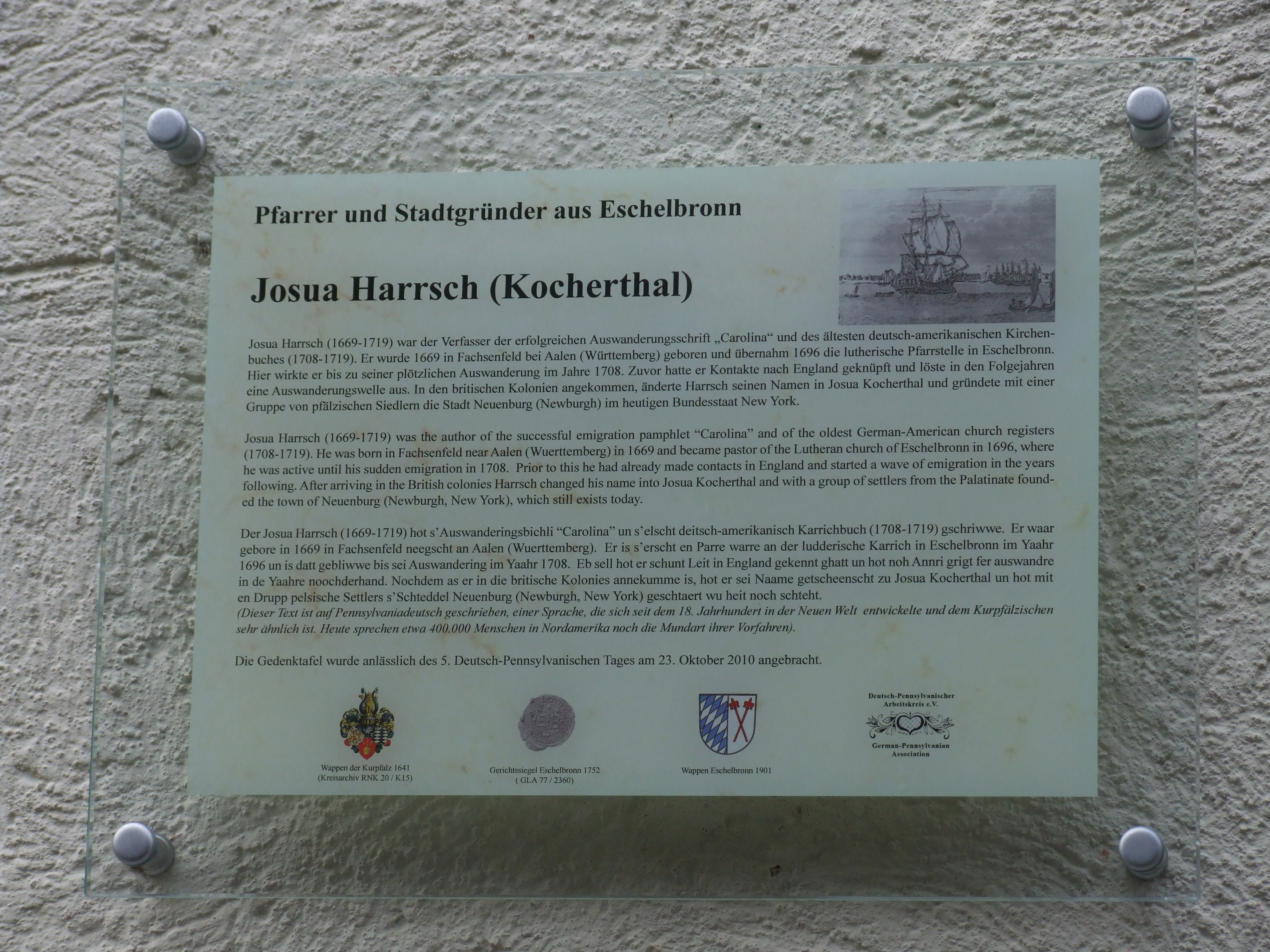
Gedenktafel an der Evangelischen Kirche in Eschelbronn

Josua Harrsch war eines der 23 Kinder von Johann Georg Harrsch (1610–1675), Amtsvogt in Laubach, später in Fachsenfeld, das erste aus dessen dritter Ehe (⚭ III. 18. August 1668 in Aalen) mit Elisabeth Leonhard († 1693). Harrschs Mutter heiratete in zweiter Ehe den Schullehrer in Beilstein Ulrich Eisenmenger. Die Familienverhältnisse – Harrschs Vater hatte 110 Enkel – sind aus Harrschs eigenhändigem Stammbaum bekannt. Harrschs zahlreiche Halbgeschwister erlangten als Pfarrer, Pfarrersfrauen, Vögte, Chirurgen oder Hospitalschreiber gesellschaftlich angesehene Stellungen. 

### Studium und Familiengründung
Harrsch besuchte das Gymnasium Schwäbisch Hall, studierte lutherische Theologie im orthodoxen Wittenberg und schloss das Studium 1695 mit einer Dissertation über das göttliche Wort im Schöpfungsakt ab. Am 19. Juni 1695 exmatrikulierte er sich in Wittenberg, kam in die Heimat zurück und legte der theologischen Fakultät in Tübingen eine verwandte, keineswegs identische, Prüfungsarbeit vor. Nach der Ordination heiratete er Sibylla Charlotta Winchenbach (1669–1713), diese wohl die Tochter des reformierten Pfarrers in Gerichtstetten, und wurde 1696 zum Pfarrer in den drei Gemeinden Eschelbronn, Mönchzell und Daisbach bestellt. Die drei Orte waren kurpfälzische Lehen unter Adelsherrschaft. 1704 reiste er inkognito nach London. Näheres ist darüber nicht bekannt, sei es, dass er in England um Unterstützung der durch die Religionsbedrückungen des Kurfürsten Johann Wilhelm beschwerten evangelischen Kurpfälzer warb, sei es, dass er Pläne zu einer Koloniegründung besprach. Englische Großgrundbesitzer verfügten über riesige unerschlossene Ländereien in Nordamerika, die sie gerne mit steuerzahlenden Pächtern besiedeln lassen wollten. Jedenfalls gab der schreibgewandte Harrsch sicherlich im Auftrag solcher Kreise nach seiner Rückkehr 1706 eine kleine Werbeschrift heraus, womöglich bereits unter dem Pseudonym Kocherthaler, die die Vorzüge der Provinz Carolina pries. Man kann unterstellen, dass diese erste Auflage, von der kein Exemplar bekannt ist, nur mäßige Wirksamkeit entfaltete.

### Auswanderung nach New York

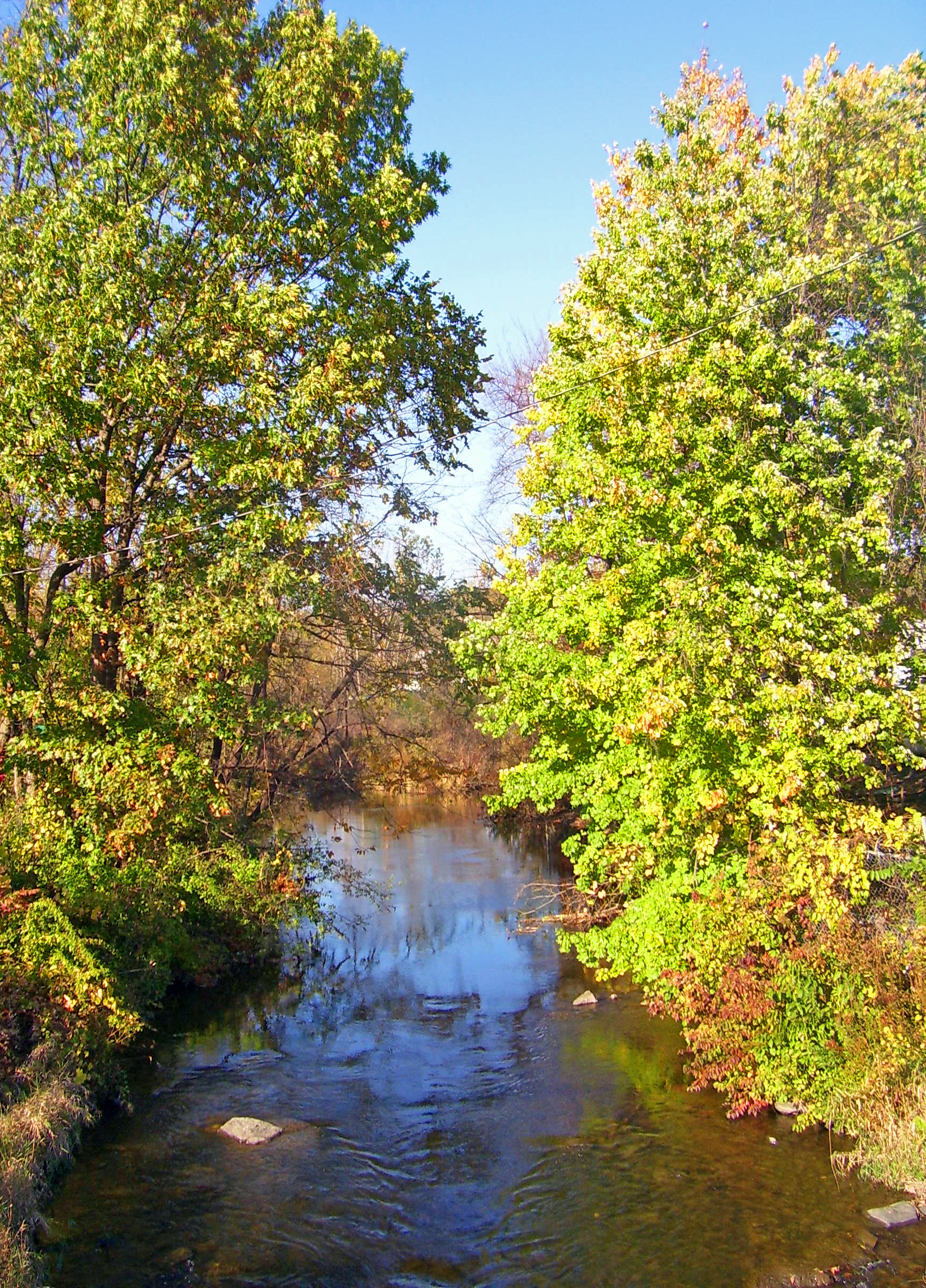
Quassaick Creek bei Newburgh

Im März 1708 verließ Harrsch mit seiner Familie seine drei Gemeinden und gelangte mit einer Gruppe von Auswanderern aus dem Kraichgau nach London. Den Namen Harrsch legte er ab und agierte ab jetzt nur noch unter dem Namen Kocherthal (auch Kocherthaler, de Kocherthal). Die englischen Behörden genehmigten eine Ansiedlung in der Provinz New York. Kocherthal und seine Gruppe gelangten Ende 1708 auf der Globe nach New York und errichteten im Frühjahr 1709 im Hudsontal am Quassaick Creek die Siedlung Neuburg, das heutige Newburgh. Im Vorspann seines 1708 begonnenen und bis zu seinem Tode fortgeführten Kirchenbuchs nennt sich Kocherthal erster Pastor der deutschen Kirche in New York. Indessen kam es in der Kurpfalz nach dem äußerst kalten und harten Winter 1708/1709 zu einer riesigen Auswanderungsbewegung. Mehr als 11.000 Menschen strebten rheinabwärts über Rotterdam in das Königreich Großbritannien und wollten ähnlich wie Kocherthals Gruppe in den britischen Kolonien angesiedelt werden. Kocherthals kleine Schrift wurde 1709 in Frankfurt zur Deckung der Nachfrage dreimal nachgedruckt und mit Anhängen vermehrt. Kocherthal reiste nach London, schrieb Bittschriften und einen Essay über die Möglichkeiten des Weinanbaues in Amerika, stellte der britischen Regierung die Situation der Ankömmlinge dar, und kam zuletzt im Frühjahr 1710 mit dem neu ernannten Gouverneur Robert Hunter und 850 Auswanderer-Familien mit zehn Schiffen nach New York zurück. Diese sollten in den West Camps und East Camps am Hudson etwa 80 km nördlich von Newburgh Teer und Pech für den Bedarf der britischen Marine herstellen, was jedoch nicht in Gang kam. Kocherthal starb, nachdem er noch neun Jahre lang am mittleren Hudson dem Wort Gottes gedient hatte, 1719 in New Town. Die drei Töchter widmeten ihren Eltern 1742 folgende noch erhaltene Grabinschrift:
Wisse Wandersmann / Unter diesem Steine ruht / nebst seiner Sibylla Charlotta / Ein rechter Wandersmann / Der
Hochdeutschen in Nord-Amerika / ihr Josua / Und derselben an der Ost- und Westseite des Hudson-Rivers / rein Lutherischer Prediger /
Seine erste Ankunft war mit Lord Lovelace / 1707/8, den 1. Januar / Seine zweite mit Col. Hunter / 1710, den 14. Juni /
Seine engländische Rückreise unterbrach / Seiner Seelen himmlische Reise / am St. Johannistage 1719 /
Begehrst Du mehr zu wissen / So untersuche in Melanchthons Vaterland / Wer war de Kocherthal / Wer Harschias / Wer Winchenbach /
B[enigna Sibylla] Berkenmayer, S[usanna Sibylla] Heurtin, L[ouysa Abigail] Brefort / MDCCXLII

## Werke
- De/ Efficacia Verbi/ Divini, In Actu/ Primo, Wittenberg 1695. Titelblatt
- Officivm / Ministri Verbi / Divini, Heilbronn 1696.
- Außführlich/ und/ Umständlicher Bericht/ Von der berühmten Landschafft/ CAROLINA,/ In dem/ Engelländischen America/ gelegen./ An Tag gegeben/ Von/ Kocherthalern./ Zweyter Druck./ [Dekor] Franckfurt am Mäyn// Zu finden bey Georg Heinrich Oehrling// Anno 1709. [42 Seiten].
- Außführlich= und umständlicher/ Bericht/ Von der berühmten Landschaft/ Carolina// In dem/ Engelländischen America/ gelegen./ An Tag gegeben/ Von/ Kocherthalern./ Dritter Druck.// Mit einem Anhang/ auß eines/ Englischen Authoris gethanen Be=/ schreibung/ und eines auf der Reyse dahin/ begriffenen Hochteutschen auß Londen Benach=/ richtigung/ nebst einer Land=Charte von/ solcher Insul vermehret./ [Dekor]/ Franckfurt am Mäyn// Zu finden bey Georg Heinrich Oehrling// Anno 1709. [72 Seiten].
- Außführlich= und umständlicher/ Bericht/ Von der berühmten Landschafft/ Carolina/ In dem/ Engelländischen America/ gelegen./ An Tag gegeben/ Von Kocherthalern./ Vierter Druck// Mit Anhängen/ zweyer Engelischen/ Authoren gethanen Beschreibung/ und eines/ auff der Reyse dahin begriffenen Hochteutschen/ auß Londen Benachrichtigung / Nebst/ Einer Land=Carte von Carolina ver= / mehrt./ Franckfurt am Mäyn// Zu finden bey Georg Heinrich Oehrling// Anno MDCCIX. [80 Seiten].